# Acatlán FC
Der Acatlán FC ist ein mexikanischer Fußballverein aus Acatlán de Juárez im Bundesstaat Jalisco.
Seine heutige Bezeichnung trägt der ehemalige Club Acatlán seit 2016. Außerdem ist bzw. war er auch unter der Bezeichnung Vaqueros de Acatlán bekannt.
Seinen bisher größten Erfolg verzeichnete der Verein in der Saison 2017/18 mit dem Gewinn der Tercera División.

## Erfolge
- Meister der Tercera División: 2017/18